# 크로스 섹슈얼
크로스 섹슈얼(cross sexual)이란 여성의 의류나 장신구나 헤어스타일 등을 하나의 패션 코드로 여겨 여성적인 비주얼을 지향하는 남성을 말한다. 이는 메트로 섹슈얼과 유사하다.

## 같이 보기
- 여장
- 크로스드레싱